# Nilea sternalis
Nilea sternalis är en tvåvingeart som först beskrevs av Daniel William Coquillett 1902.  Nilea sternalis ingår i släktet Nilea och familjen parasitflugor. Inga underarter finns listade i Catalogue of Life.